# Сара Г'юз
Сара Елізабет Г'юз  (англ. Sarah Hughes; нар. 2 травня 1985) — американська фігуристка, олімпійська чемпіонка.

## Життєпис
Сара Г'юз народилася в містечку Грейт Нек, штат Нью-Йорк. Сара встала на ковзани в 3 роки і аж до свого першого чемпіонату світу з фігурного катання серед юніорів тренувалася під керівництвом Патті Джонсон. Перший юніорський титул Сара завоювала на чемпіонаті США з фігурного катання 1998. У наступному сезоні брала участь в юніорському Гран-прі з фігурного катання, вигравши срібну медаль фіналу Гран-прі 1998—1999 і отримавши аналогічну нагороду чемпіонату світу з фігурного катання серед юніорів 1999 року. На національному чемпіонаті з фігурного катання 1999 року, що проходив відразу після юніорського чемпіонату світу, Г'юз піднялася на 4-е місце. Це був її дебют на дорослих змаганнях.
За підсумками чемпіонату США були відібрано 3 спортсменки для участі у світовому чемпіонаті 1999 року. Однак срібний призер Наомі Нері Нам не змогла увійти до збірної країни для участі в чемпіонаті світу через свій юний вік. Сара також не проходила в збірну з віковим обмеженням. Але за правилами ІСУ Сара, як срібний призер чемпіонату світу серед юніорів 1999, що проходив у листопаді 1998 року, отримала можливість брати участь в чемпіонаті світу. За підсумками чемпіонату Сара зайняла 7-е місце.
У сезоні 1999—2000 років Сара Г'юз дебютувала на змаганнях Гран-прі, вигравши бронзову медаль французького етапу Trophi е Lalique 1999, завоювала срібну медаль внутрішнього чемпіонату США і піднялася на 5-е місце чемпіонату світу.
Сезон 2000—2001 рр.. приніс фігуристці 3 медалі етапів кубка Гран-прі та бронзу фіналу Гран-прі. Крім того, Сара стала срібним призером чемпіонату США 2001 і бронзовим медалістом чемпіонату світу цього ж року.
У сезоні 2001—2002 років Сара Г'юз знову брала участь у Гран-прі, вигравши етап Skate Canada 2001 і посівши 2-е місця у двох інших етапах змагання. Сара отримала і бронзу фіналу Гран-прі вдруге за 2 сезони, а потім і бронзову медаль чемпіонату США 2002.
На Олімпійських іграх 2002 Сара стала 4-й у короткій програмі. У своїй довільній програмі фігуристка виконала 7 потрійних стрибків, включаючи 2 каскаду 3+3. Сара Г'юз виграла довільну програму, обійшовши всіх суперниць, які займали вищі місця після короткої програми, але не уникли помилок у довільній. За підсумками змагань за сумою балів дівчина піднялася з 4-го на 1-е місце і стала олімпійською чемпіонкою.
Після Олімпіади, в честь фігуристки був проведений парад в її рідному місті Грейт Нек, а сенатор Гілларі Клінтон оголосила день олімпійської перемоги Днем Сари Г'юз. Крім того, дівчина отримала нагороду імені Джеймса Е. Саллівен як найкращий спортсмен-любитель США.
Сара Г'юз не взяла участь в чемпіонаті світу з фігурного катання 2002, але продовжила виступи в сезоні 2002—2003 років. У цей період вона виграла срібну медаль національного чемпіонату 2003 року і зайняла 6-е місце на чемпіонаті світу 2003.
У 2003 році Сара Г'юз вступила в Єльський університет. У 2004—2005 роках. взяла академічну відпустку, щоб виступати в професійному шоу фігуристів «Smuckers Stars on Ice tour». У 2005 році Сара була включена до Міжнародного Єврейського Спортивного Залу Слави.
25 травня 2009 року Сара Г'юз отримав ступінь бакалавра Єльського університеті за спеціальністю американська суспільно-політична діяльність.

## Виступи на Олімпіадах
| Олімпіада           | Дисципліна       | Місце |
| ------------------- | ---------------- | ----- |
| Солт-Лейк-Сіті 2002 | одиночний розряд | 1     |